# Helioprosopa electilis
Helioprosopa electilis là một loài ruồi trong họ Tachinidae.